# Polyrhachis heinlethii
Polyrhachis heinlethii é uma espécie de formiga do gênero Polyrhachis, pertencente à subfamília Formicinae.